# کارامیک (چای)
کارامیک (به ترکی استانبولی: Karamık) یک منطقهٔ مسکونی در ترکیه است که در چای (شهر) واقع شده‌است.